# Глорія (Одеса)
Глорія Одеса  — український клуб пляжного футболу в Одесі.

## Історія
Футбольний клуб «Глорія» був заснований в Одесі у 2004 році. Пляжний футбол вже давно  професійним видом спорту і частинкою всесвітньої організації ФІФА. Футбольні матчі проходять на заповнених стадіонах, а фанатська база розширюється з кожним роком. Хоч цей вид спорту і називають футболом, це не просто гра - це ціла філософія і стиль життя людей Більшість гравців були запрошені з команди «Атлетіко Одеса» – срібного призера 2-ї ліги України сезону 2003/04. Згодом послідував перший великий успіх - клуб виграв у 2004 році віце-чемпіон з пляжного футболу. Простота пляжного футболу дозволила йому в найкоротші терміни вийти на популярну спортивну арену, незважаючи на те, що він є аматорським. Пляжний футбол працює за схожими принципами, як і класичний вид футболу, проте між цими видами спорту є безліч відмінностей. Один з найкращих українських клубів пляжного футболу.

## Успіхи

### Вітчизняний рівень
- Чемпіонат України :
  - друге місце: 2004 р
  - бронзовий призер: 2006, 2009
- Прем'єр-міністр Ліха :
  - магістр: 2010
- Кубок України :
  - переможець: 2008 р
- Суперкубок України :
  - переможець: 2010 р

## Досягнення
- Чемпіонат України з пляжного футболу: 2004 (2 місце), 2006 (3 місце), 2009 (3 місце), 2010 (Прем'єр-ліга - 1 місце).
- Кубок України з пляжного футболу: 2008 (1 місце).
- Суперкубок України з пляжного футболу: 2010 (1 місце).
- Чемпіонат Одеської області з міні-футболу: 2005 (1-е місце)
- Ліга чемпіонів Одеської області з міні-футболу: 2006 (3 місце)
- Чемпіонат Одеси з міні-футболу: 2005 (3 місце), 2006 (1 місце), 2007 (1 місце), 2008 (1 місце)
- Кубок Одеської області з міні-футболу: 2005 (1-е місце), 2006 (1-е місце), 2007 (1-е місце)
- Суперкубок Одеської області з міні-футболу (Кубок Виклику): 2006 (2-е місце)
- Суперкубок Одеси з міні-футболу: 2007 (1-е місце)

### Відомі гравці
- Анатолій Коломійчук
- Юрій Лоскутов